# 강한빛
강한빛(1993년 7월 20일 ~ )는 대한민국의 축구 선수이며 포지션은 미드필더이다.